# Дейтън (Орегон)
Вижте пояснителната страница за други значения на Дейтън.
Дейтън (на английски: Dayton) е град в окръг Ямхил, щата Орегон, САЩ. Дейтън е с население от 2495 жители (2007) и обща площ от 1,9 km². Намира се на 85,3 m надморска височина. ЗИП кодът му е 97114, а телефонният му код е 503.